# Scuticaria
A Scuticaria a sugarasúszójú halak (Actinopterygii) osztályának angolnaalakúak (Anguilliformes) rendjébe, ezen belül a murénafélék (Muraenidae) családjába és az Uropterygiinae alcsaládjába tartozó nem.

## Rendszerezésük
A nembe az alábbi 2 faj tartozik:
- Scuticaria okinawae (Jordan & Snyder, 1901)
- Scuticaria tigrina (Lesson, 1828)